# Helminthorhaphe

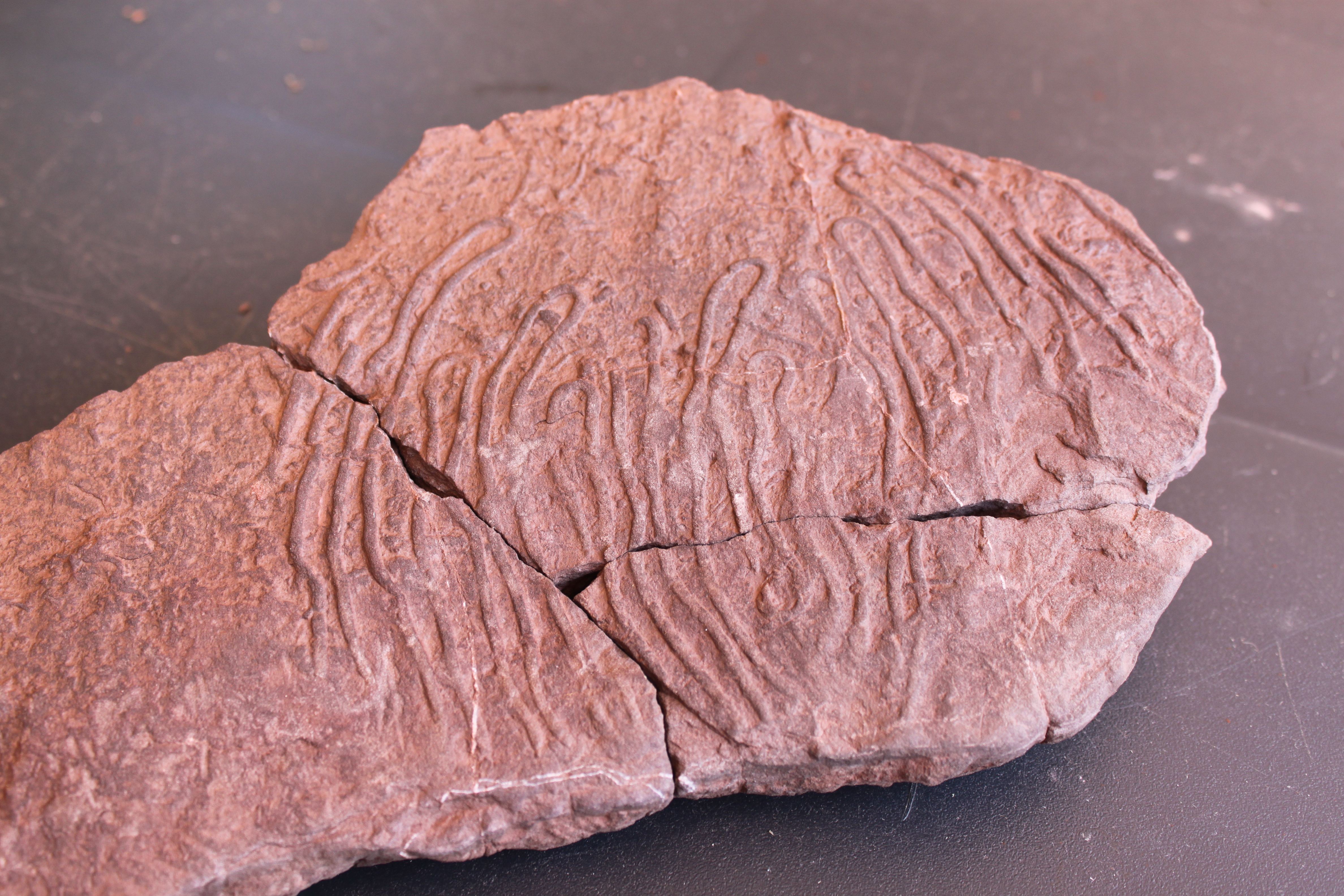
Helminthorhaphe en arenisca de los flyschs de la punta de San García. Complejos del Campo de Gibraltar, Unidad de Algeciras (Oligoceno-Mioceno).

Helminthorhaphe Seilacher, 1977 es un paragénero de icnofósiles del grupo de los grafoglíptidos presente  en rocas sedimentarias de facies marina profunda al menos entre los periodos Cretácico superior a Mioceno. 
Este rastro fósil que aparece como epirelieves hipicnios y se caracteriza por unas trazas tubulares de grosor constante de entre 1 y 2 milímetros de diámetro. Característicamente estas trazas describen un solo orden de meandros muy cerrados, más o menos uniformes y de gran amplitud y no presentan ramificaciones. La longitud total de los rastros es grande, conociéndose fósiles en los que éstos alcanzan los 100 a 180 milímetros. Con base en la amplitud de los meandros, el grosor de la traza y las características de las zonas donde ésta cambia de dirección se describen sus diferentes icnoespecies Helminthorhaphe miocenica, Helminthorhaphe magna, Helminthorhaphe japonica y Helminthorhaphe flexuosa. 
Helminthorhaphe es un parataxon característico de depósitos turbídicos marinos profundo y uno de los más habituales de la subicnofacies de Paleodictyon. Su rango temporal conocido abarca del Cretácico superior al Mioceno. Se considera un rastro de tipo agrichnia, es decir, una estructura de pastoreo producida por excavación en un sustrato arenoso. El organismo productor de Helminthorhaphe es desconocido.